# Чернігівський обласний молодіжний театр
Черні́гівський обласни́й молоді́жний теа́тр — обласний молодіжний театр у місті Чернігові.
Театр засновано в 1985 році трупою на чолі з режисером Геннадієм Касьяновим, що й очолював театр до своєї смерті в 2018 році.
З 2021 року директор-художній керівник театру — Ігор Тихомиров. Режисер-постановник театру з 2019 року — Євгеній Сидоренко.

## З історії театру

### «Молодіжна сцена»
Від 1976 року в Чернігові існував театр ляльок (тривалий час без приміщення). У 1982 році у колективі театру з'явився молодий режисер Геннадій Касьянов, що надав нове дихання лялькам, навколо якого протягом 1982—84 років згуртувалась творча молодь — молоді актори, більшість з яких щойно закінчила Дніпропетровське театральне училище.
До 40-ї річниці Перемоги у німецько-радянській війні Геннадій Касьянов написав інсценівку 2 творів Бориса Васильєва «А зори здесь тихие…» та «В списках не значился», що дістала назву «11 сторінок воєнної прози», жанр якої був визначений як «досвід прочитання прози на сцені», тобто вони були новаторськими й експериментаторськими.
1 травня 1985 року зіграли виставу перед курсантами Чернігівського вищого воєнного авіаційного училища льотчиків. Відтоді ця дата офіційно вважається Днем народження Чернігівського молодіжного театру. Потім виставу дали у шпиталі, ПТУ, бібліотеці ім. В. Г. Короленка, новий театр набув розголосу в місті.
У жовтні 1985 року проходив 2-й республіканський конкурс самостійних робіт молодих акторів, режисерів та сценографів. До Чернігова для відбору учасників приїхали відомі київські критики С. Васильєв і В. Фіалко, які переглянули «11 сторінок…» у репетиційному приміщенні театру ім. Шевченка й оцінили роботу, запросивши творчу групу взяти участь у конкурсі, що проходив в Одесі. На конкурсі 24 жовтня 1985 року Чернігівський молодіжний театральний колектив, який мав тоді назву театр-студія «Молодіжна сцена», став Лауреатом і посів перше місце. Відтак, його учасники — режисер Геннадій Касьянов і актори Любов Веселова, Юлія Матросова, Тетяна Салдецька, Мирослава Витриховська, Тетяна Тушич, Володимир Банюк, Олександр Максяков, Олег Шпак та Алла Дадашьянц здобули першу важливу перемогу, яка не лише багато значила для їхніх творчих колег, а й для просування й становлення молодіжного театру. Колектив запросили зіграти в Києві та Москві.
Після великого успіху в публіки постановки «11 сторінок…» чернігівська театр-студія «Молодіжна сцена» поставила наступний спектакль «Завтра була війна» за Борисом Васильєвим. Художником цієї вистави був киянин Сергій Сосновський. Після вистави «Завтра була війна» Геннадій Касьянов звернувся до твору Андрія Платонова «Ювенільне море» — з цієї роботи почався тісний творчий контакт режисера з музикантом Юрієм Кравчуком, який до цієї вистави написав оригінальну музику, а в подальшому робитиме музичне рішення багатьох вистав театру. Прем'єра «Ювенільного моря» виявилась також вдалою.
У 1987 році зусиллями Є. О. Федоренко, В. М. Половця, М. Д. Вереса було остаточно вирішено питання щодо приміщення для театру, який складався на той час з театру-студії «Молодіжна сцена» та лялькової трупи. Йому передали будинок колишньої єврейської гімназії при синагозі (Напередодні переїзду театру тут знаходився Будинок піонерів). Працівники театру разом з будівельниками приводили історичний будинок у належний стан.

### Відкриття
Відтак, 1 жовтня 1988 року в Чернігові відкрився новий театр, який дістав назву Театр для дітей та молоді. Перший театральний сезон відкрився виставою за «Кар'єром» радянського білоруського класика Василя Бикова. Далі були поставлені «Федот-стрілець…» Л. Філатова, «Старший син», «Казка про Моніку» та інші.
У 1988 році театр започаткував фестиваль «Грудневі театральні вечори».
Навесні 1989 року Геннадій Касьянов запросив для постановки вистави «Реггеді Енн» за п'єсою В. Гібсона режисера Київського театру оперети Олену Негреску. Ця музична казка для дітей та дорослих одразу полюбилася глядачеві і близько 10 років залишалася однією з найзначніших у репертуарі театру. За деякий час Олена Негреску знову приїхала до Чернігова і створила ще одну музичну виставу — «Зачароване коло» за творами М. Гоголя.
Наступним режисером, запрошеним для постановки у театрі, став кримчанин Борис Мартинов. З успіхом грали у Чернігівському театрі для дітей та молоді його «Скляний звіринець» за п'єсою Т. Вільямса (1991), у 1990-х Б. Мартинов поставив у театрі ще 2 вистави — «Одруження» М. Гоголя (1996) і "Трамвай «Бажання» Т. Вільямса (1997).
За 6 років роботи в театрі Андрія Бакірова (з 1989 року) він зіграв чимало ролей (здебільшого всі головні) і створив низку вистав: «Паперовий патефон», «Служниці», «Наш Декамерон», а найвдалішою його роботою стала «Дванадцята ніч» В. Шекспіра.
У 1994 році вперше актора театру було відзначено званням — заслуженим артистом України став Володимир Банюк. Цього ж року до театру прийшов Олексій Биш, якому у 2009 році було присвоєно почесне звання-заслужений артист України.
Тоді ж (1994) у складних економічних умовах і за втрати цікавості до мистецтва була опробована й з успіхом використовувалася півдесятиліття така форма творчого існування театру, як «Театр-вдома», що полягала у відігруванні вистав просто на дворових ділянках. Упродовж 6 років було зіграно чимало вистав на різноплановому літературному матеріалі, остання вистава «Театру-вдома» — «Запрошення на страту» за В. Набоковим відбулася 17 червня 2000 року.

### Молодіжний театр: ключові особи, діяльність і вистави
У 1996 році в театрі відбулася важлива реорганізація — від драматичної відокремилась лялькова трупа, що фактично означало функціонування в Чернігові надалі 2 театрів — Молодіжного і Лялькового (тепер Чернігівський ляльковий театр ім. О.П. Довженка). Директор театру Юрій Кравчук, який обійняв цю посаду в 1989 році, тривалий час клопотав про відокремлення, яке нарешті відбулося, і відтоді театр офіційно має назву «Молодіжний».
З Чернігівським молодіжним театром працювали сценографи: Сергій Сосновський, Олександр Симоненко («Цинкові хлопчики», «Озирнися у гніві», «Реггеді Енн»), Міла Лазарева («Лоліта», «Трактирниця»). До речі вистава «Трактирниця»(прем'єра 1992року) живе в репертуарі театру і зараз. З дня виходу цієї вистави 15 років поспіль головну роль Мірандоліни незмінно виконувала заслужена артистка України Любов Веселова.
Пізніше до плеяди сценографів, які працювали і працюють з театром приєдналися: Людмила Ковальчук, Олена Соловйова та Борис Фірцак.
Не можна не сказати про улюблену виставу чернігівських глядачів «За двома зайцями» за М.Старицьким(прем'єра відбулась у лютому 1993-го року), в якій вже більше 20-ти років на сцені молодіжного театру у Чернігові живуть персонажі Проня Прокопівна та Свирид Голохвастов у виконанні чудового дуету заслужених артистів України провідних майстрів сцени Любові Веселової та Олексія Биша.
Юрій Іздрик плідно співпрацював з театром не лише як художник («Над прірвою у житі», проект альманаху «Шедевра»), але й зробив переклад та створив інсценування вистави «Цвіркун на запічку». 2015 року в театрі відбулась прем'єра вистави «Воццек» за однойменним романом Юрка Іздрика.
Тісна творча співпраця з'єднала театр та київську художницю Людмилу Ковальчук, яка є художником-постановником більшості вистав театру: «Цвіркун на запічку», «Дванадцята ніч», «Одруження», «Вишневий сад», «Смерть Тарєлкіна», «Гамлет», «Ревізор», «Дон Кіхот», «Мій бідний Марате» тощо.
У перші роки свого існування театр часто виїздив на гастролі до інших міст України, Білорусі та Росії; неодноразово подорожував до Києва з «Ювенільним морем», «Лолітою», «Дванадцятою ніччю», «Оркестром», «Над прірвою у житі», «Графинею і Жаном», брав участь у театральних фестивалях.
На початку 2000-х років директором і художнім керівником театру став його засновник Геннадій Касьянов. У 2002 році він отримав звання заслужений діяч мистецтв України, а звання заслуженої артистки України отримала провідна актриса театру Любов Веселова.
Найзначнішими постановками Чернігівського обласного молодіжного театру 2000-х років стали: «Дон Кіхот» М. Булгакова (2000), вистави режисера Олексія Янковського «Ромео та Джульєтта» Клима (2002) та «Анна Карєніна» (версія роману Толстого) Клима (2003), «Овід (Прощай Арлекіне…)» Е.-Л. Войнич (2003), "Нора. Ляльковий дім"Г.Ібсен (2004 р.). Ці роки були цікаві й творчою співпрацею театру з колективами філармонійного центру. Спільно з ансамблем пісні і танцю «Сіверські клейноди» (художній керівник і головний диригент Сергій Вовк) була здійснена постановка різдвяного проекту «Вертеп» (2002); з симфонічним оркестром «Філармонія» (художній керівник і головний диригент заслужений діяч мистецтв України М. Сукач) — поставили «Бал Маргарити» за М. Булгаковим (2001), «Пер Гюнт» Г. Ібсена (2001), «Наш Пушкін» (2002).
У рамках творчої майстерні акторів «МайАрт» найбільш значущими стали проекти: «Подорож з Онєгіним» (2002—2003) — пушкінський роман повністю було прочитано актором Романом Покровським в історичних місцях Чернігівщини (Ніжин, Батурин, Любеч, Остер та інші), «Качанівський лев» — цикл творчих вечорів у національному заповіднику «Качанівка» (2002—2003), «Черевики на товстій підошві» П. Гладиліна (2003) , «Зачарована Десна» О. Довженка (2004) та «Танго» С.Мрожека (2006) у постановці заслуженого артиста України Олексія Биша, який у 2012 році став Лауреатом Міжнародної літературної премії ім. Григорія Сковороди «Сад Божественних пісень».
До 20-річчя театру відкрито театральний музей і видано книгу «Антология. Собрание цветов» (обидві події — 2004). До 30-річчя театру видано книгу «Монастир для своїх» (2015), яка вміщує декілька знакових п'єс та інсценіровок, за якими в різні роки театр зробив вистави: «Одинадцять сторінок воєнної прози» (за Б.Васильєвим, інсценіровка Г. Касьянова), «Ювенільне море» (за А. Платоновим, інсценіровка Г. Касьянова), «Лоліта» (Едвард Олбі, за романом В.Набокова), «Над прірвою в житі» (Дж. Селінджера, в сценічній транскрипції Юрка Іздрика), «Вишневий сад» (за А. Чеховим, в перекладі Петра Панча), «Український вертеп» (під редакцією А. Кисіля) тощо, а також есе колишнього завідувача літературною частиною театру Алли Пушкіної «Біографія часу» (з помітками Г. Касьянова).
У 2000-х трупа Чернігівського обласного молодіжного театру поповнилась молодими акторами-студійцями — Р. Остапко, Є.Сидоренко, І. Атрощенко, О. Щукін (який з часом пішов з театру), К. Широкорад. Їхній справжній дебют відбувся у виставі «Мій бідний Марате» О. Арбузова (2005) та проекті «Зачарована Десна» О. Довженка. А трохи пізніше (2009—2012) до акторів та студійців приєднались Р. Кучерова, М. Пономаренко, М. Бичук(який з часом пішов з театру).
Театральний сезон 2012 року театр відкрив прем'єрою вистави «Полліанна» за п'єсою Еліонор Портер. Наразі вистава про дівчинку, яка змінила життя усього міста, є найпопулярнішою у глядачів за кількістю відвідувань.

## Актори

### Засновники театру

#### Банюк Володимир
Один з фундаторів театру, заслужений артист України (1994). Провідний майстер сцени. Закінчив Дніпропетровське Державне Театральне училище. В театрі з 1984 року. Перша роль — Плужников, «11 сторінок воєнної прози» Б. Васильєва.

#### Веселова Любов
заслужена артистка України (2001). Одна з фундаторів театру. Провідний майстер сцени. Закінчила Дніпропетровське державне театральне училище (1982). В театрі з 1982 року. Перша роль — Ліза Бричкіна, «11 сторінок воєнної прози» Б.Васильєва.

#### Матросова Юлія
Одна з фундаторів театру. Провідний майстер сцени. В театрі з 1988 року.

#### Витрихівська Мирослава
Одна з фундаторів театру.
Перша роль — Галя Четвертак «11 сторінок воєнної прози» за Б. Васильєвим.
Салдецька Тетяна
Одна з фундаторів театру. Провідний майстер сцени. Закінчила Дніпропетровське Державне Театральне Училище (роки навчання 1978—1982). В театрі з 1982 року
Перша роль — Камелькова, «11 сторінок воєнної прози» Б.Васильєва.

#### Макар Валентин
Заслужений артист України (2025). Закінчив Дніпропетровське театральне училище та Ніжинське училище культури і мистецтв імені Марії Заньковецької. В театрі з 1988 року. Провідний майстер сцени. 

### Друге покоління

#### Биш Олексій Володимирович
Заслужений артист України (2009). Провідний майстер сцени. Закінчив Дніпропетровське театральне училище за спеціальністю «Актор театру драми» (1993) та Національну Академію Керівних Кадрів Культури і Мистецтв за спеціальністю «Режисура». Після закінчення навчання в Дніпропетровському Державному Театральному Училищі працював у Рівненському українському музично-драматичному театрі та у Львівському театрі Української Армії(ПРИКВО), а також у Ніжинському Академічному Драматичному Театрі ім. М.Коцюбинського. В 2021 році закінчив Національну Академію Керівних Кадрів Культури і Мистецтв за спеціальністю «Режисура». У Молодіжному театрі — з 1994 року.

#### Покровський Роман Володимирович
В театрі з 1998 року.

### Третє покоління
До «Третього покоління» належать актори, що останніми поповнили трупу Молодіжного театру.
До них належать: Руслана Остапко (в театрі з 2000 року), Інна Атрощенко (в театрі з 2003 року), Руслан Бугай (в театрі з 2003 року), Євгеній Сидоренко (в театрі з 2004 року), Катерина Широкорад (в театрі з 2007 року), Микола Пономаренко (в театрі з 2010 року), Розалія Кучерова(в театрі з 2011 року) та Микола Бичук (в театрі з 2012 року, згодом став актором Чернігівського обласного академічного музично-драматичного театру ім. Т.Г. Шевченка).

## Виноски
1. ↑  У області додалося «Почесних громадян», а Молодіжний театр тепер з директором: як пройшла сесія облради • Новий Чернігів. Новий Чернігів (укр.). 22 жовтня 2021. Архів оригіналу за 25 жовтня 2021. Процитовано 25 жовтня 2021.
2. 1 2 3  Історія Молодіжного театру: Загальний курс/ ред. А.Пушкіна. — Чернігів: ДП ПІІ «Інтертехнологія», 2000. — 34 с.
3. 1 2 3 4  Антология. Собрание цветов: эссе о театре/ ред. и сост. Г. Касьянов; худож. А. Чумаченко. — Чернигов, 2004. — 174 с.
4. ↑  Соколянский А. Хорошее место//Общая газета. — 1994. — № 2
5. ↑  Молодіжний театр розпочав сезон із прем'єри «Поліанна» // Світ-інфо. — 29 вересня 2012. -№ 12. -С.15